# Megachile truncaticauda
Megachile truncaticauda là một loài Hymenoptera trong họ Megachilidae. Loài này được Cockerell mô tả khoa học năm 1933.